# 船尾座1
船尾座1，又名CD-28 4767，HD 62576、SAO 174391、HR 2993，是船尾座的一颗恒星，视星等为4.59，位于銀經243.88，銀緯-2.32，其B1900.0坐标为赤經7h 39m 30.1s，赤緯-28° -2.32′ 23″。